# Huracán Easy (1950)
El huracán Easy  fue la quinta tormenta tropical, quinto huracán, y quinto huracán mayor de la temporada de huracanes del Atlántico de 1950. El huracán se formó en el oeste del mar Caribe el 1 de septiembre, y tuvo un trayecto noreste. Después de cruzar Cuba, el huracán se fortaleció rápidamente al este del golfo de México hasta alcanzar vientos máximos de 170 km/h. Easy dio una pirueta ciclónica, moviéndose al noreste para golpear Cedar Key, Florida, ejecutó una segunda pirueta y arremetió Florida de nuevo. Después de debilitarse rápidamente sobre la Florida, el huracán giró al noroeste, y fue a disiparse al noreste de Arkansas el 9 de septiembre. Desde el punto que el huracán Easy entró al golfo de México hasta que se debilitó para converstirse en tormenta tropical, fue observado de cerca constantemente por los radares de los aviones de reconocimiento.

## Historia meteorológica

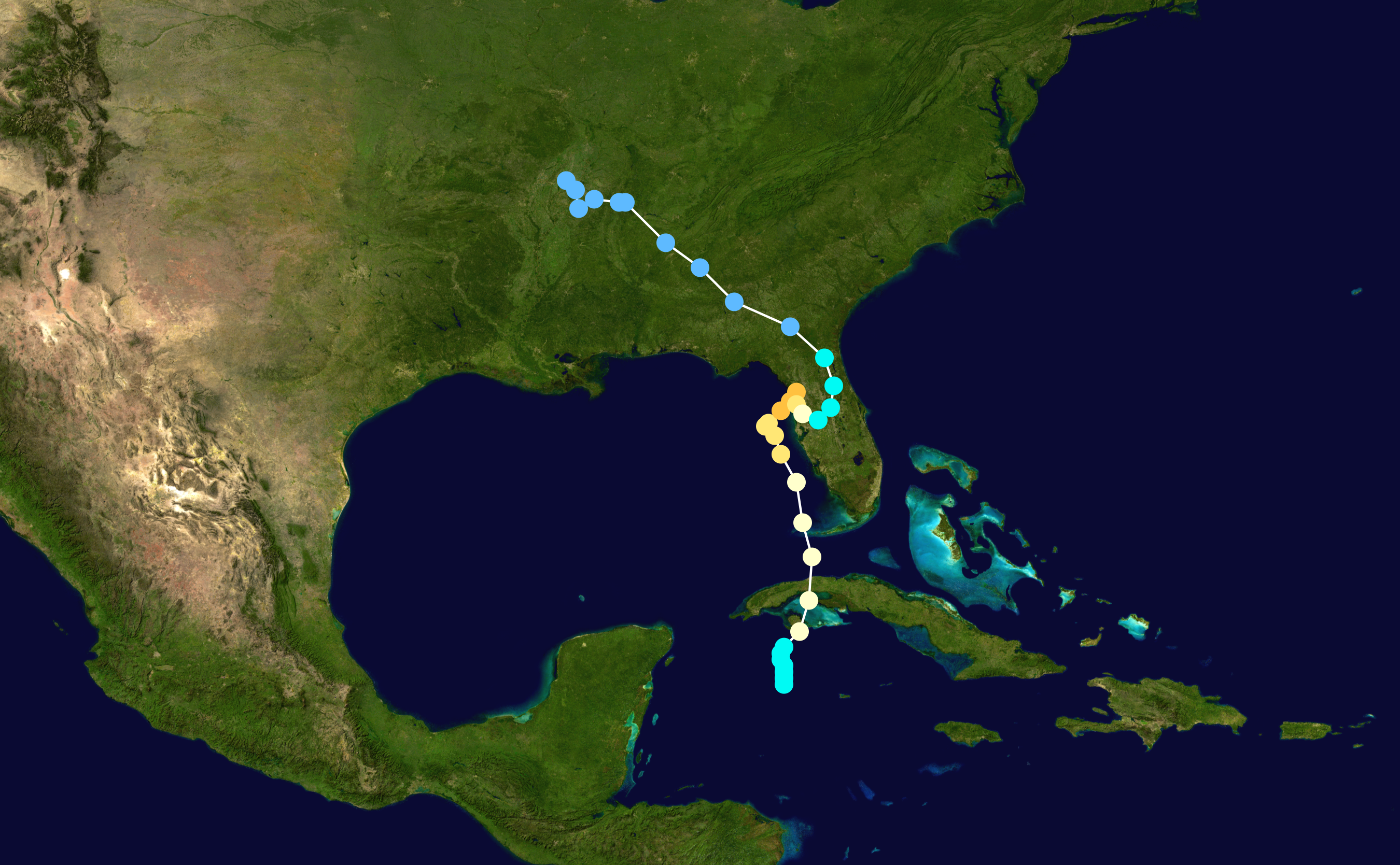
Trayectoria de, perteneciente a la temporada de huracanes del Atlántico de 1950, siguiendo los colores de la escala de huracanes de Saffir-Simpson.